# 李家塅镇
李家塅镇，中华人民共和国湖南省岳阳市汨罗市已撤销的一个镇，位于汨罗市东南部。107国道经过镇区。

## 建制沿革
- 1956年，设铜盆乡。
- 1958年，属弼时公社。
- 1961年，析置铜盆公社。
- 1984年，改置铜盆乡。
- 1997年，改置李家塅镇。
- 2015年，与弼时镇成建制合并设立弼时镇。

## 行政区划
李家塅镇下辖16个行政村：
- 铜盆村、望麓村、西影村、清溪村、打鼓村、农科村、龙山村、新潘村、松江村、李家村、新荣村、画眉村、南仑村、明月村、高燕村、群合村